# Malsen (Adelsgeschlecht)

Wappen derer von Malsen

Malsen ist der Name eines alten geldernschen Adelsgeschlechts, das mit Roger de Malsen zwischen den Jahren 1076 und 1099 erstmals urkundlich erscheint und dessen sichere Stammreihe mit Nicolaes (Claes) von Malsen beginnt, der von 1312 bis 1333 urkundlich als Ritter erscheint.

## Herkunft

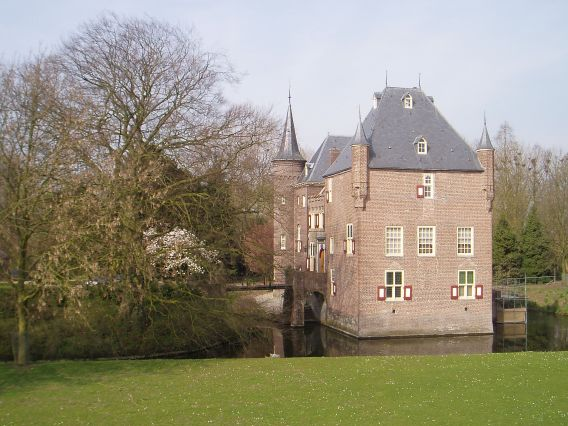
Schloss Well (Huis van Malsen)

Namensgebend für die Familie war wohl ein Ritterhof in Buurmalsen (einen Kilometer nördlich von Geldermalsen)
1326 wurde Nicolaes (Claes) van Malsen mit dem Kasteel Well (Gemeinde Maasdriel) belehnt, das im Besitz der Familie verblieb, bis es 1611 Johanna van Vladeracken geb. von Malsen verkaufte.
Durch die Heirat des Robrecht van Malsen mit Margriet van Haastrecht kam von 1507 bis 1621 das Kasteel Tilburg in den Besitz der Familie, das dann durch Maria van Malsen in ihre Ehe mit dem Feldherrn Anthonie Schetz eingebracht wurde. Von 1530 bis 1612 befand sich auch Schloss Hongerenborgh (Gemeinde Heusden) im Familienbesitz, von 1554 bis 1672 das Schloss Onsenoort (bei Nieuwkuijk, Gemeinde Heusden) und von 1618 bis 1669 die Reichsherrschaft Kessenich (Belgien).
Die Familie stellte mehrere Äbte der Prämonstratenser-Abtei Berne (in Heeswijk): Arnoldus (1492–1515), Conradus (1528–1549) und Gerlacus (1728–1741).

## Immatrikulation / Wappenvereinigung
- Immatrikulation im Königreich Bayern bei der Freiherrenklasse für Conrad Freiherr von Malsen in Bamberg, späterer königlich bayerischer Generalmajor à la suite der Armee und herzoglich bayerischer Hofmarschall, aufgrund der dem Adelsgeschlecht im Jahr 1680 im Elsass zuteil gewordenen Anerkennung des Freiherrnstandes (Baronats).
- Linie Malsen-Waldkirch: Bayerische Namen- und Wappenvereinigung mit denen der Grafen von Waldkirch als Freiherr von Malsen-Waldkirch am 25. April 1909 in München für Konrad Freiherr von Malsen, königlich bayerischer Kämmerer, als Herr des Gräflich Waldkirch’schen Fideikommisses Schermau (heute Ortsteil von Dingolfing) in Niederbayern.
- Linie Malsen-Ponickau: Bayerische Namen- und Wappenvereinigung mit denen der Freiherren von Ponickau als Freiherr von Malsen-Ponickau am 12. April 1913 in Leutstetten für Theobald Freiherr von Malsen (1867–1930), bayerischer Kämmerer und Major, seit 1893 verheiratet mit Olga Freiin von Ponickau, Gutsherr auf Osterberg und Niederraunau in Schwaben.

## Wappen
- Stammwappen: In Rot ein silberner Schrägrechtsbalken. Auf dem Helm mit rot-silbernen Decken Kopf und Hals eines silbernen Pfaues.
- Wappen von 1909 (Wappenvereinigung Malsen-Waldkirch): Geviert, 1 und 4 Stammwappen, 2 und 3 in Silber eine gestürzte eingebogene schwarze Spitze, darin ein goldener Ring (Grafen von Waldkirch). Zwei Helme, rechts Stammwappen, auf dem linken mit schwarz-silbernen Decken ein wachsender silberner Mohrenrumpf mit goldener Stirnbinde (Grafen von Waldkirch).
- Wappen von 1913 (Wappenvereinigung Malsen-Ponickau): Geteilt, oben Stammwappen, unten gespalten und abwechselnd von Rot und Silber in vier Reihen geteilt (von Ponickau). Zwei Helme mit rot-silbernen Decken, rechts Stammhelm, auf dem linken ein oben mit drei grünen Lorbeerblättern bestückter goldener Doppelpokal (von Ponickau).

## Bekannte Namensträger

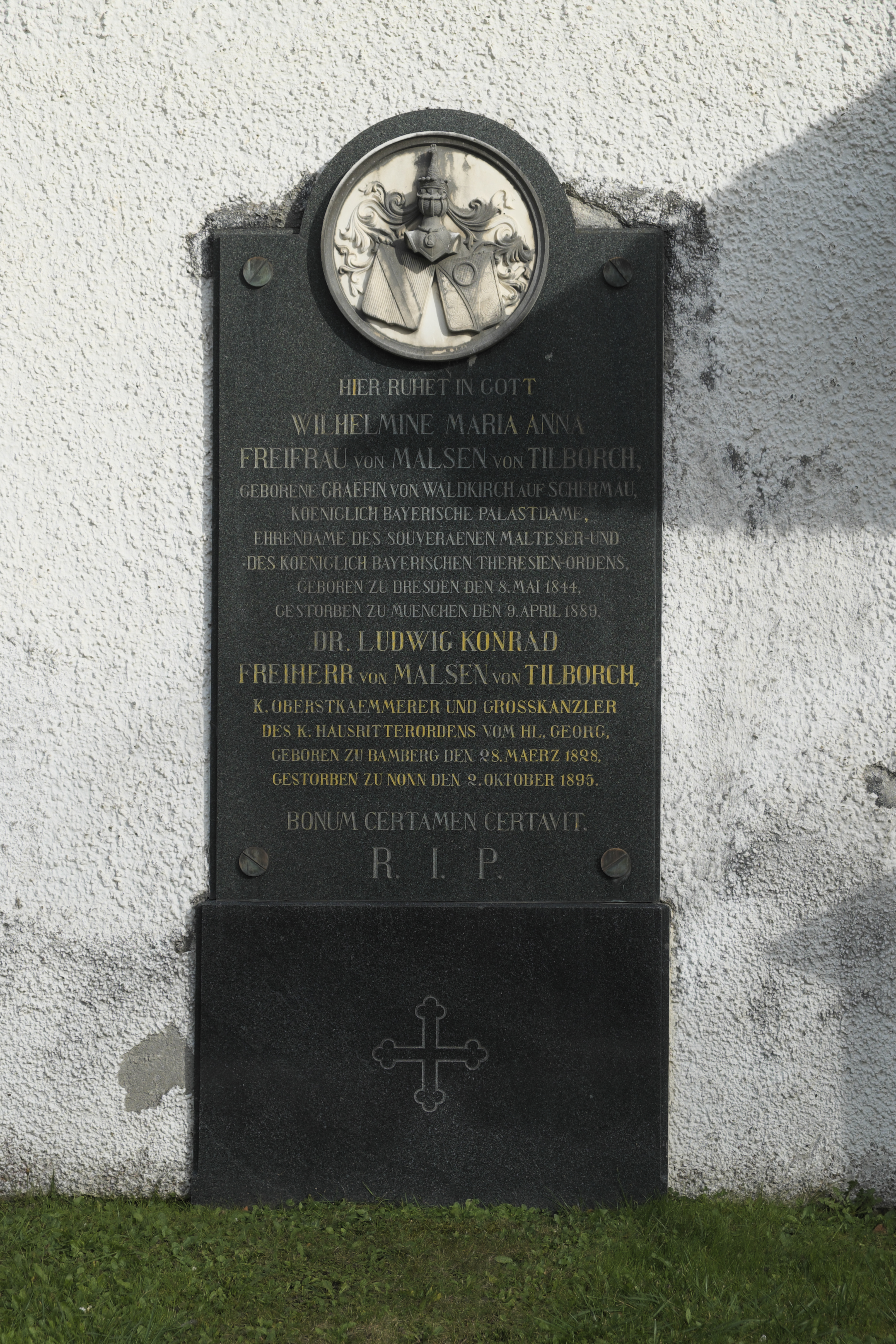
Grabmal des Ludwig Freiherr von Malsen in Nonn

- Erasmus Freiherr von Malsen-Ponickau (1895–1956), Polizeipräsident in Posen und Halle
- Konrad Freiherr von Malsen-Waldkirch (1869–1913), Gutsbesitzer und Mitglied des Deutschen Reichstags
- Ludwig Freiherr von Malsen (1828–1895), bayerischer Obersthofmarschall unter König Ludwig II.